# Ram Promaster
Ram Promaster — фургони, які виготовляє італійська компанія Fiat з 2013 року для ринку Пн. Америки.

## Опис

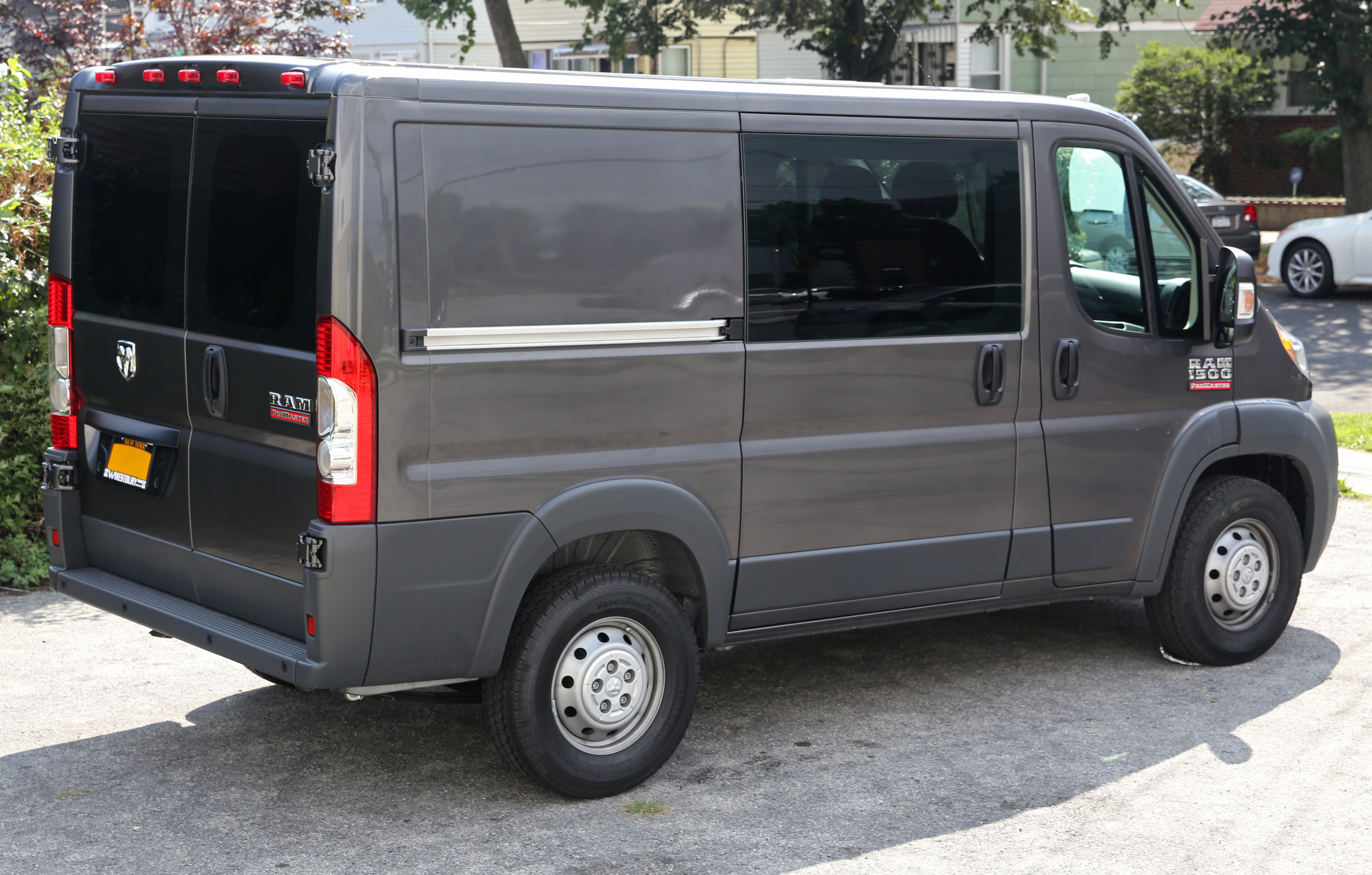
Ram ProMaster 1500

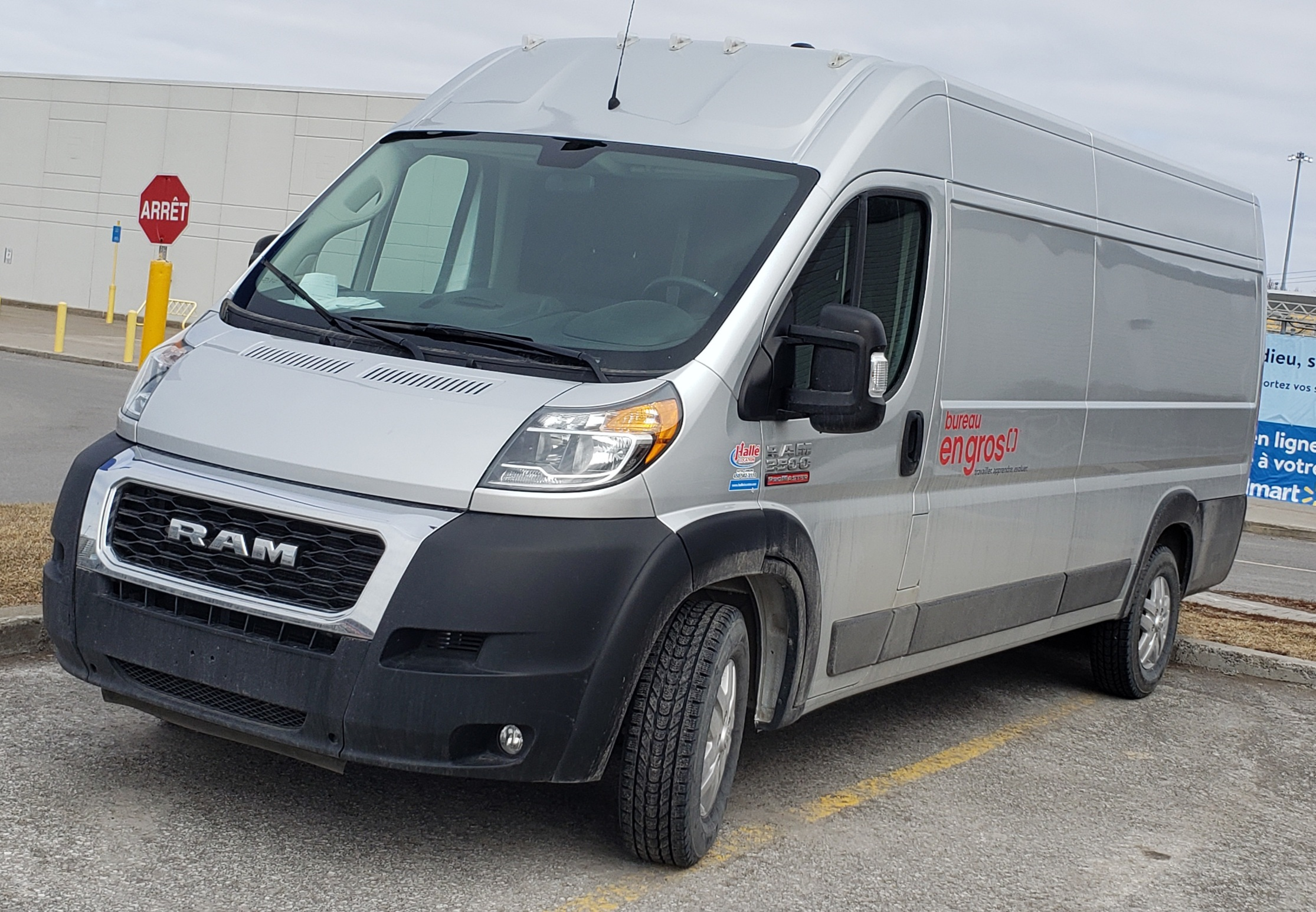
Ram ProMaster 2500 (2019-2023)

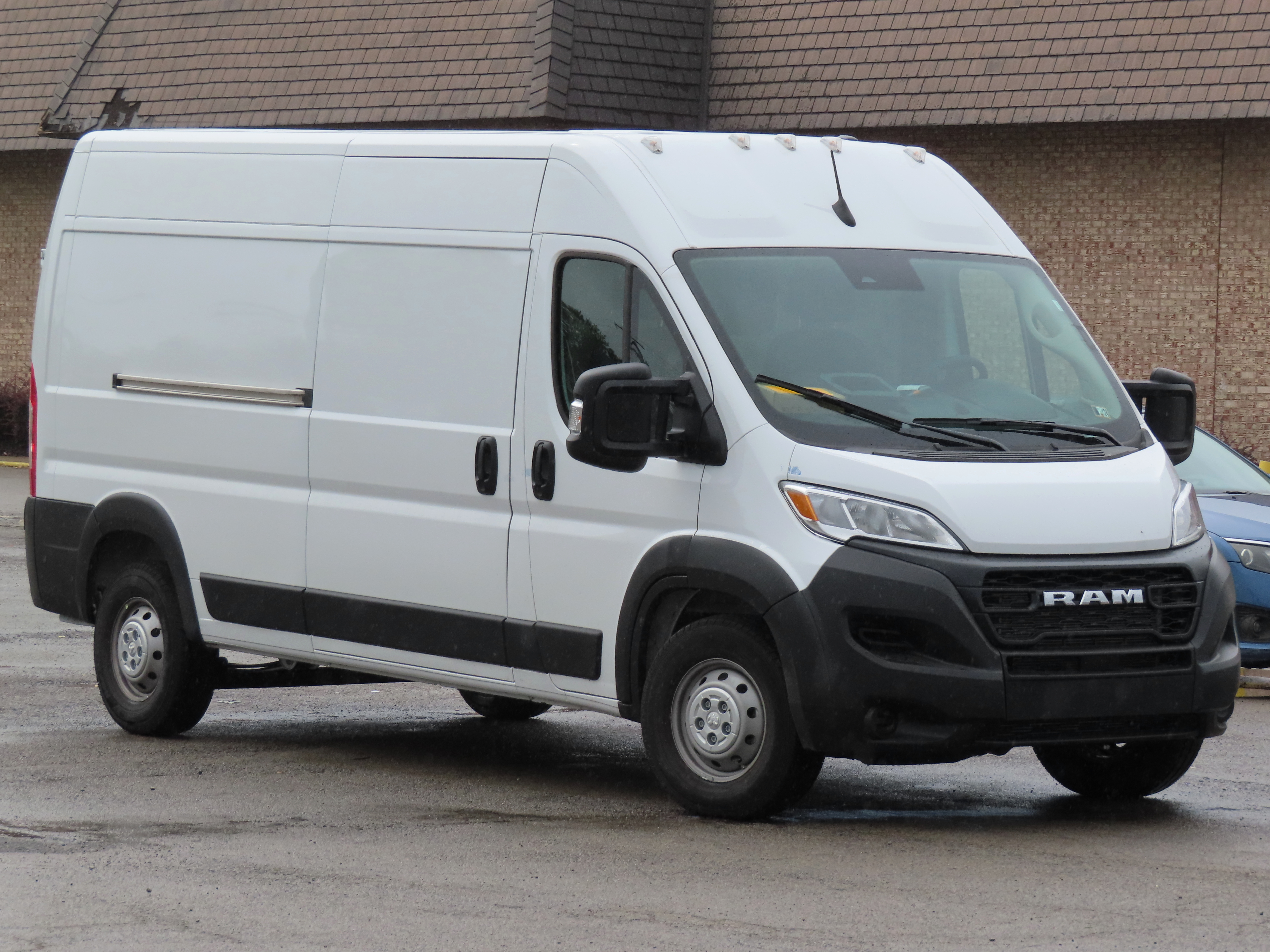
Ram ProMaster 2500 (з 2023)

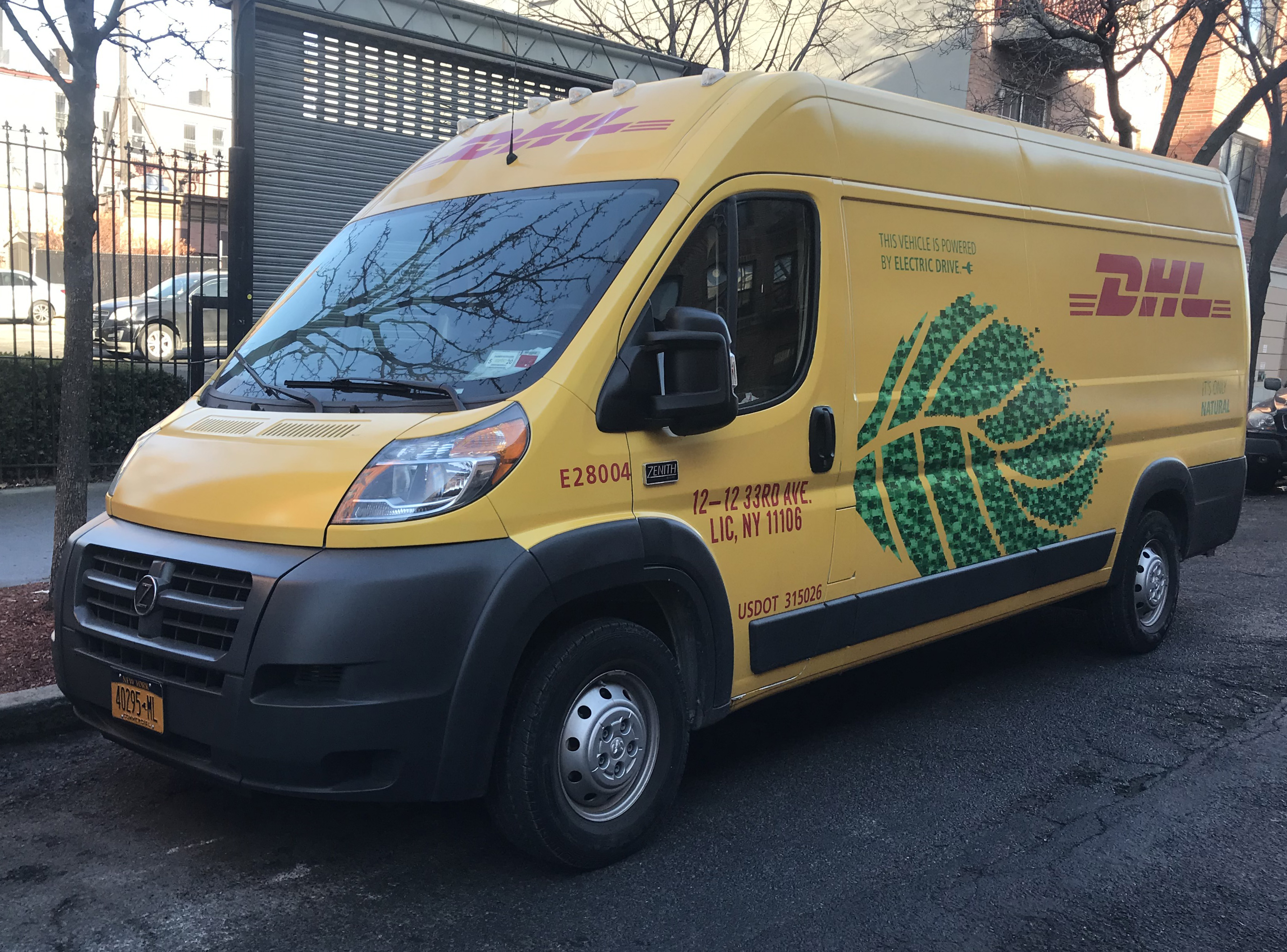
Zenith Electric Van (DHL)

Цей фургон також побудований на одній платформі з Citroën Jumper 2, Peugeot Boxer 2 і Fiat Ducato 3.
Ram Promaster відрізняються  фургони від Fiat Ducato видозміненою передньою частиною автомобіля (бампер і капот) та іншими емблемами, начинка фургону зазнала значних змін. Зокрема, як базовий силовий агрегат використовується місцевий 3,6-літровий 280-сильний бензиновий V6. Як альтернатива є 3,0-літровий 174-сильний дизель. Обидва мотори агрегатуються з 6-ступінчастою автоматичною трансмісією.
Північноамериканські покупці можуть вибрати безліч конфігурацій Ram Promaster. У тому числі два варіанти високого і стандартного даху, три варіанти колісної бази і чотири різних по довжині і оснащенню кузова. Тут же одна або дві зсувні двері по бортах або різні варіанти обробки робочої зони.

## Двигуни
| Модель             | Об'єм      | Циліндри   | Потужність (к.с./кВт)  | Крутний момент (Нм) | Роки випуску |            |
| Бензиновий         | Бензиновий | Бензиновий | Бензиновий             | Бензиновий          | Бензиновий   | Бензиновий |
| ------------------ | ---------- | ---------- | ---------------------- | ------------------- | ------------ | ---------- |
| 3.6 л Pentastar V6 | 3600 см³   | V6         | 280/208                | 365                 | з 2013       |            |
| Дизельний          |            |            |                        |                     |              |            |
| 3.0 л DOHC 16V     | 2999 см³   | Р4         | 174/130 при 3500 об/хв | 400 при 1400 об/хв  | з 2013       |            |

## Розміри фургонів
- 4 варіанти повної маси (3,0 т, 3,3 т, 3,5 т, 4,0 т) і вантажопідйомністю від 1090 кг до 1995 кг.
- 3 варіанти колісної бази (3000/3450/4035 мм) і довжиною 4-фургонів (4963/5413/5998/6363 мм)
- 6 варіанти внутрішнього об'єму (8/10/11,5/13/15/17 м³)
- 2 варіанти внутрішньої висоти (1662/1932 мм).

| Модель | Колісна база [мм] | Зовнішня довжина [мм] | Довжина завантаження [мм] | Зовнішня висота [мм] | Висота вантажного відсіку [мм] | Зовнішня ширина [мм] | Ширина вантажного відсіку [мм]   | Ширина x Висота бічних дверей [мм] | Ширина x Висота задніх дверей [мм] |
| ------ | ----------------- | --------------------- | ------------------------- | -------------------- | ------------------------------ | -------------------- | -------------------------------- | ---------------------------------- | ---------------------------------- |
| L1H1   | 3000              | 4963                  | 2670                      | 2254                 | 1662                           | 2050                 | 1870 (1422 між колісними арками) | 1075 x 1485                        | 1562 x 1520                        |
| L2H1   | 3450              | 5413                  | 3120                      | 2254                 | 1662                           | 2050                 | 1870 (1422 між колісними арками) | 1250 x 1485                        | 1562 x 1520                        |
| L2H2   | 3450              | 5413                  | 3120                      | 2524                 | 1932                           | 2050                 | 1870 (1422 між колісними арками) | 1250 x 1755                        | 1562 x 1790                        |
| L3H2   | 4035              | 5998                  | 3705                      | 2524                 | 1932                           | 2050                 | 1870 (1422 між колісними арками) | 1250 x 1755                        | 1562 x 1790                        |
| L4H2   | 4035              | 6363                  | 4070                      | 2524                 | 1932                           | 2050                 | 1870 (1422 між колісними арками) | 1250 x 1755                        | 1562 x 1790                        |

## Promaster City
Вантажопасажирська модель Fiat Doblo з'явиться на території Північної Америки під назвою Ram Promaster City і має замінити фургон Ram Cargo Van, збудований на основі мінівену Dodge Caravan.

## Продажі
| рік  | США    | Канада |
| ---- | ------ | ------ |
| 2014 | 18,039 |        |
| 2015 | 28,345 |        |
| 2016 | 40,440 | 2,623  |
| 2017 | 40,483 | 4,320  |
| 2018 | 46,600 | 4,165  |
| 2019 | 56,409 | 4,483  |
| 2020 | 50,556 | 3,518  |
| 2021 | 63,361 | 3,008  |
| 2022 | 60,936 | 5,137  |